# 그림을 그립시다
《그림을 그립시다》(The Joy of Painting)는 미국의 PBS에서 방송됐던 텔레비전 시리즈이며, 양대산맥으로 이룬 역대 최장 기록하였다.

## 시리즈 구성

### 1980년대
- 시즌1 : 1983년 1월 11일 ~ 1983년 3월 29일

1X01 : "A Walk in the Wood" (숲속의 산책)  - 1983년 1월 11일
1X02 : "Mount McKinley" (매킨리 산)  - 1983년 1월 11일
1X03 : "Ebony Sunset" (에버니 일몰)  - 1983년 1월 18일
1X04 : "Winter Mist" (겨울 안개)  - 1983년 1월 25일
1X05 : "Quiet Stream" (조용한 개울)  - 1983년 2월 1일
1X06 : "Winter Moon" (겨울달)  - 1983년 2월 8일
1X07 : "Autumn Mountains" (가을 산맥)  - 1983년 2월 15일
1X08 : "Peaceful Valley" (평화로운 계곡)  - 1983년 2월 22일
1X09 : "Seascape" (바다 경치)  - 1983년 3월 1일
1X10 : "Mountain Lake" (산호수)  - 1983년 3월 8일
1X11 : "Winter Glow" (겨울 노을)  - 1983년 3월 15일
1X12 : "Snowfall" (강설)  - 1983년 3월 22일
1X13 : "Final Reflections" (최종 반사)  - 1983년 3월 29일
- 시즌2 : 1983년 8월 31일 ~ 1983년 11월 23일

2X01 : "Meadow Lake"  - 1983년 8월 31일
2X02 : "Winter Sun"  - 1983년 9월 7일
2X03 : "Ebony Sea"  - 1983년 9월 14일
2X04 : "Shades of Gray"  - 1983년 9월 21일
2X05 : "Autumn Splendor"  - 1983년 9월 28일
2X06 : "Black River"  - 1983년 10월 5일
2X07 : "Brown Mountain"  - 1983년 10월 12일
2X08 : "Reflections"  - 1983년 10월 19일
2X09 : "Black & White Seascape"  - 1983년 10월 26일
2X10 : "Lazy River"  - 1983년 11월 2일
2X11 : "Black Waterfall"  - 1983년 11월 9일
2X12 : "Mountain Waterfall"  - 1983년 11월 16일
2X13 : "Final Grace"  - 1983년 11월 23일
- 시즌3 : 1984년 1월 4일 ~ 1984년 3월 29일

3X01 : "Mountain Retreat"  - 1984년 1월 4일
3X02 : "Blue Moon"  - 1984년 1월 11일
3X03 : "Bubbling"  - 1984년 1월 18일
3X04 : "Winter Night"  - 1984년 1월 25일
3X05 : "Distant Hills"  - 1984년 2월 1일
3X06 : "Covered Bridge"  - 1984년 2월 8일
3X07 : "Quiet Inlet"  - 1984년 2월 15일
3X08 : "Night Light"  - 1984년 2월 22일
3X09 : "The Old Mill"  - 1984년 3월 1일
3X10 : "Campfire"  - 1984년 3월 8일
3X11 : "Rustic Barn"  - 1984년 3월 15일
3X12 : "Hidden Lake"  - 1984년 3월 22일
- 시즌4 : 1984년 9월 5일 ~ 1984년 11월 28일

4X01 : "Purple Splendor"  - 1984년 9월 5일
4X02 : "Tranquil Valley"  - 1984년 9월 12일
4X03 : "Majestic Mountains"  - 1984년 9월 19일
4X04 : "Winter Seascape"  - 1984년 9월 26일
4X05 : "Evening Seascape"  - 1984년 10월 3일
4X06 : "Warm Summer Day"  - 1984년 10월 10일
4X07 : "Cabin in the Woods"  - 1984년 10월 17일
4X08 : "Wetlands"  - 1984년 10월 24일
4X09 : "Cool Waters"  - 1984년 10월 31일
4X10 : "Quiet Woods"  - 1984년 11월 7일
4X11 : "Northwest"  - 1984년 11월 14일
4X12 : "Autumn Days"  - 1984년 11월 21일
4X13 : "Mountain Challenge"  - 1984년 11월 28일
- 시즌5 : 1985년 1월 2일 ~ 1985년 3월 27일

5X01 : "Mountain Waterfall"  - 1985년 1월 2일
5X02 : "Twilght Meadow"  - 1985년 1월 9일
5X03 : "Mountain Blossoms"  - 1985년 1월 16일
5X04 : "Winter Stillness"  - 1985년 1월 23일
5X05 : "Quiet Pond"  - 1985년 1월 30일
5X06 : "Ocean Sunrise"  - 1985년 2월 6일
5X07 : "Bubbling Brook"  - 1985년 2월 13일
5X08 : "Arizona Splendor"  - 1985년 2월 20일
5X09 : "Anatomy of a Wave"  - 1985년 2월 27일
5X10 : "The Windmill"  - 1985년 3월 6일
5X11 : "Autumn Glory"  - 1985년 3월 13일
5X12 : "Indian Girl"  - 1985년 3월 20일
5X13 : "Meadow Stream"  - 1985년 3월 27일
- 시즌6 : 1985년 5월 1일 ~ 1985년 7월 23일

6X01 : "Blue River"  - 1985년 5월 1일
6X02 : "Nature's Edge"  - 1985년 5월 8일
6X03 : "Morning Mist"  - 1985년 5월 15일
6X04 : "Whispering Stream"  - 1985년 5월 22일
6X05 : "Secluded Forest"  - 1985년 5월 29일
6X06 : "Snow Trail"  - 1985년 6월 5일
6X07 : "Arctic Beauty"  - 1985년 6월 12일
6X08 : "Horizons West"  - 1985년 6월 19일
6X09 : "High Chateau"  - 1985년 6월 26일
6X10 : "Country Life"  - 1985년 7월 2일
6X11 : "Western Expanse"  - 1985년 7월 9일
6X12 : "Marshlands"  - 1985년 7월 16일
6X13 : "Blaze of Color"  - 1985년 7월 23일
- 시즌7 : 1985년 10월 2일 ~ 1985년 12월 27일

7X01 : "Winter Cabin"  - 1985년 10월 2일
7X02 : "Secluded Lake"  - 1985년 10월 9일
7X03 : "Evergreen at Sunset"  - 1985년 10월 16일
7X04 : "Mountain Cabin"  - 1985년 10월 23일
7X05 : "Portrait of Sully"  - 1985년 10월 30일
7X06 : "Misty Waterfall"  - 1985년 11월 6일
7X07 : "Barn at Sunset"  - 1985년 11월 13일
7X08 : "Mountain Splendor"  - 1985년 11월 20일
7X09 : "Lake by Mountain"  - 1985년 11월 27일
7X10 : "Mountain Glory"  - 1985년 12월 6일
7X11 : "Grey Winter"  - 1985년 12월 13일
7X12 : "Dock Scene"  - 1985년 12월 20일
7X13 : "Dark Waterfall"  - 1985년 12월 27일
- 시즌8 : 1986년 1월 2일 ~ 1986년 3월 27일

8X01 : "Misty Rolling"  - 1986년 1월 2일
8X02 : "Lakeside Cabin"  - 1986년 1월 9일
8X03 : "Warm Winter Day"  - 1986년 1월 16일
8X04 : "Hunter's Haven"  - 1986년 1월 30일
8X05 : "Bubbling Mountain Brook"  - 1986년 2월 6일
8X06 : "Winter Hideaway"  - 1986년 2월 13일
8X07 : "Foot of the Mountain"  - 1986년 2월 20일
8X08 : "Majestic Pine"  - 1986년 2월 27일
8X09 : "Cactus at Sunset"  - 1986년 3월 6일
8X10 : "Mountain Range"  - 1986년 3월 13일
8X11 : "Lonely Retreat"  - 1986년 3월 20일
8X12 : "Northern Lights"  - 1986년 3월 27일
- 시즌9 : 1986년 4월 30일 ~ 1986년 7월 23일

9X01 : "Winter Evergreen"  - 1986년 4월 30일
9X02 : "Suft's up"  - 1986년 5월 7일
9X03 : "Red Sunset"  - 1986년 5월 14일
9X04 : "Meadow Road"  - 1986년 5월 21일
9X05 : "Winter Oval"  - 1986년 5월 28일
9X06 : "Secluded Beach"  - 1986년 6월 4일
9X07 : "Forest Hills"  - 1986년 6월 11일
9X08 : "Little House by The Road"  - 1986년 6월 18일
9X09 : "Mountain Pass"  - 1986년 6월 25일
9X10 : "Country"  - 1986년 7월 2일
9X11 : "Nature's Paradise"  - 1986년 7월 9일
9X12 : "Mountain by The Sea"  - 1986년 7월 16일
9X13 : "Mountain Hideaway"  - 1986년 7월 23일
- 시즌10 : 1986년 9월 3일 ~ 1986년 11월 26일

10X01 : "Towering Peaks"  - 1986년 9월 3일
10X02 : "Cabin at Sunset"  - 1986년 9월 10일
10X03 : "Twin Falls"  - 1986년 9월 17일
10X04 : "Secluded Bridge"  - 1986년 9월 24일
10X05 : "Ocean Breeze"  - 1986년 10월 1일
10X06 : "Autumn Woods"  - 1986년 10월 8일
10X07 : "Winter Solitude"  - 1986년 10월 15일
10X08 : "Golden Sunset"  - 1986년 10월 22일
10X09 : "Mountain Oval"  - 1986년 10월 29일
10X10 : "Ocean Sunset"  - 1986년 11월 5일
10X11 : "Triple View"  - 1986년 11월 12일
10X12 : "Winter Forst"  - 1986년 11월 19일
10X13 : "Lakeside Cabin"  - 1986년 11월 26일
- 시즌11 : 1986년 12월 31일 ~ 1987년 3월 25일

11X01 : "Mountain Stream"  - 1986년 12월 31일
11X02 : "Country Cabin"  - 1987년 1월 7일
11X03 : "Daisy Delight"  - 1987년 1월 14일
11X04 : "Hidden Stream"  - 1987년 1월 21일
11X05 : "Towering Glacier"  - 1987년 1월 28일
11X06 : "Oval Barn"  - 1987년 2월 4일
11X07 : "Lakeside Path"  - 1987년 2월 11일
11X08 : "Sunset Oval"  - 1987년 2월 18일
11X09 : "Winter Barn"  - 1987년 2월 25일
11X10 : "Sunset Over the Waves"  - 1987년 3월 4일
11X11 : "Golden Glow"  - 1987년 3월 11일
11X12 : "Roadside Barn"  - 1987년 3월 18일
11X13 : "Happy Accident"  - 1987년 3월 25일
- 시즌12 : 1987년 4월 29일 ~ 1987년 7월 22일

12X01 : "Golden Knoll"  - 1987년 4월 29일
12X02 : "Mountain Reflections"  - 1987년 5월 6일
12X03 : "Secluded Mountain"  - 1987년 5월 13일
12X04 : "Bright Autumn Trees"  - 1987년 5월 20일
12X05 : "Black Seascape"  - 1987년 5월 27일
12X06 : "Steep Mountains"  - 1987년 6월 3일
12X07 : "Quiet Mountain River"  - 1987년 6월 10일
12X08 : "Evening Waterfall"  - 1987년 6월 17일
12X09 : "Tropical Seascape"  - 1987년 6월 24일
12X10 : "Mountain at Sunset"  - 1987년 7월 1일
12X11 : "Soft Mountain Glow"  - 1987년 7월 8일
12X12 : "Mountain in an Oval"  - 1987년 7월 15일
12X13 : "Winter Mountain"  - 1987년 7월 22일
- 시즌13 : 1987년 9월 2일 ~ 1987년 11월 25일

13X01 : "Rolling Hills"  - 1987년 9월 2일
13X02 : "Frozen Solitude"  - 1987년 9월 9일
13X03 : "Meadow Brook"  - 1987년 9월 16일
13X04 : "Evening Sunset"  - 1987년 9월 23일
13X05 : "Mountain View"  - 1987년 9월 30일
13X06 : "Hidden Creek"  - 1987년 10월 7일
13X07 : "Peaceful Haven"  - 1987년 10월 14일
13X08 : "Mountain Exhibition"  - 1987년 10월 21일
13X09 : "Emerald Waters"  - 1987년 10월 28일
13X10 : "Mountain Summit"  - 1987년 11월 4일
13X11 : "Cabin Hideaway"  - 1987년 11월 11일
13X12 : "Oval Essence"  - 1987년 11월 18일
13X13 : "Lost Lake"  - 1987년 11월 25일
- 시즌14 : 1987년 12월 30일 ~ 1988년 3월 23일

14X01 : "Distant Mountains"  - 1987년 12월 30일
14X02 : "Meadow Brook Surprise"  - 1988년 1월 6일
14X03 : "Mountain Moonlight Oval"  - 1988년 1월 13일
14X04 : "Snowy Solitude"  - 1988년 1월 20일
14X05 : "Mountain River"  - 1988년 1월 27일
14X06 : "Graceful Mountains"  - 1988년 2월 3일
14X07 : "Windy Waves"  - 1988년 2월 10일
14X08 : "On a Clear Day"  - 1988년 2월 17일
14X09 : "Riverside Escape Oval"  - 1988년 2월 24일
14X10 : "Surprising Falls"  - 1988년 3월 2일
14X11 : "Shadow Pond"  - 1988년 3월 9일
14X12 : "Misty Forest"  - 1988년 3월 16일
14X13 : "Natural Wonder"  - 1988년 3월 23일
- 시즌15 : 1988년 4월 27일 ~ 1988년 7월 20일

15X01 : "Splendor of Winter"  - 1988년 4월 27일
15X02 : "Colors of Nature"  - 1988년 5월 4일
15X03 : "Grandpa's Barn"  - 1988년 5월 11일
15X04 : "Peaceful Reflections"  - 1988년 5월 18일
15X05 : "Hidden Winter Moon Oval"  - 1988년 5월 25일
15X06 : "Waves of Wonder"  - 1988년 6월 1일
15X07 : "Cabin by the Pond"  - 1988년 6월 8일
15X08 : "Fall Stream"  - 1988년 6월 15일
15X09 : "Christmas Eve Snow"  - 1988년 6월 22일
15X10 : "Forest Dawn Oval" - 1988년 6월 29일
15X11 : "Pathway to Autumn"  - 1988년 7월 6일
15X12 : "Deep Forest Lake"  - 1988년 7월 13일
15X13 : "Peaks of Majesty"  - 1988년 7월 20일
- 시즌16 : 1988년 8월 17일 ~ 1988년 11월 9일

16X01 : "Two Seasons"  - 1988년 8월 17일
16X02 : "Nestled Cabin"  - 1988년 8월 24일
16X03 : "Wintertime Discovery"  - 1988년 8월 31일
16X04 : "Mountain Mirage"  - 1988년 9월 7일
16X05 : "Double Oval Fantasy"  - 1988년 9월 14일
16X06 : "Contemplative Lady"  - 1988년 9월 21일
16X07 : "Deep Woods"  - 1988년 9월 28일
16X08 : "High Tide"  - 1988년 10월 5일
16X09 : "Barn in Snow Oval"  - 1988년 10월 12일
16X10 : "That Time of Year"  - 1988년 10월 19일
16X11 : "Waterfall Wonder"  - 1988년 10월 26일
16X12 : "Mighty Mountain Lake"  - 1988년 11월 2일
16X13 : "Wooded Stream Oval"  - 1988년 11월 9일
- 시즌17 : 1989년 1월 4일 ~ 1989년 3월 29일

17X01 : "Golden Mist Oval"  - 1989년 1월 4일
17X02 : "Old Place Home"  - 1989년 1월 11일
17X03 : "Soothing Vista"  - 1989년 1월 18일
17X04 : "Stormy Seas"  - 1989년 1월 25일
17X05 : "Country Time"  - 1989년 2월 1일
17X06 : "A Mild Winter's Day"  - 1989년 2월 18일
17X07 : "Spectacular Waterfall"  - 1989년 2월 15일
17X08 : "View From the Park"  - 1989년 2월 22일
17X09 : "Lake View"  - 1989년 3월 1일
17X10 : "Old Country Mill"  - 1989년 3월 8일
17X11 : "Morning Walk"  - 1989년 3월 15일
17X12 : "Nature's Splendor"  - 1989년 3월 22일
17X13 : "Mountain Beauty"  - 1989년 3월 29일
- 시즌18 : 1989년 7월 5일 ~ 1989년 9월 27일

18X01 : "Half Oval Vignette"  - 1989년 7월 5일
18X02 : "Absolutely Autumn"  - 1989년 7월 12일
18X03 : "Mountain Seclusion"  - 1989년 7월 19일
18X04 : "Crimson Oval"  - 1989년 7월 26일
18X05 : "Autumn Exhibition"  - 1989년 8월 2일
18X06 : "Majestic Peaks"  - 1989년 8월 9일
18X07 : "Golden Morning Mist"  - 1989년 8월 16일
18X08 : "Winter Lace"  - 1989년 8월 23일
18X09 : "Seascape Fantasy"  - 1989년 8월 30일
18X10 : "Double Oval Stream"  - 1989년 9월 6일
18X11 : "Enchanted Forest"  - 1989년 9월 13일
18X12 : "Southwest Serenity"  - 1989년 9월 20일
18X13 : "Rippling Waters"  - 1989년 9월 27일

### 1990년대
- 시즌19 : 1990년 1월 3일 ~ 1990년 3월 28일

19X01 : "Snowfall Magic"  - 1990년 1월 3일
19X02 : "Quiet Mountain Lake"  - 1990년 1월 10일
19X03 : "Final Embers of Sunlight"  - 1990년 1월 17일
19X04 : "Snowy Morn"  - 1990년 1월 24일
19X05 : "Camper's Haven"  - 1990년 1월 31일
19X06 : "Waterfall in the Woods"  - 1990년 2월 7일
19X07 : "Covered Bridge Oval"  - 1990년 2월 14일
19X08 : "Scenic Seclusion"  - 1991년 2월 21일
19X09 : "Ebb Tide"  - 1990년 2월 28일
19X10 : "After the Rain"  - 1990년 3월 7일
19X11 : "Winter Elegance"  - 1990년 3월 14일
19X12 : "Evening's Peace"  - 1990년 3월 21일
19X13 : "Valley of Tranquility"  - 1990년 3월 28일
- 시즌20 : 1990년 4월 4일 ~ 1990년 6월 27일

20X01 : "Mystic Mountain"  - 1990년 4월 4일
20X02 : "New Day's Dawn"  - 1990년 4월 11일
20X03 : "Pastel Winter"  - 1990년 4월 18일
20X04 : "Hazy Day"  - 1990년 4월 28일
20X05 : "Divine Elegance" - 1990년 5월 2일
20X06 : "Cliffside"  - 1990년 5월 9일
20X07 : "Autumn Fantasy"  - 1990년 5월 16일
20X08 : "Old Oak Tree"  - 1990년 5월 23일
20X09 : "Winter Paradise"  - 1990년 5월 30일
20X10 : "Days Gone By"  - 1990년 6월 6일
20X11 : "Change of Seasons"  - 1990년 6월 13일
20X12 : "Hidden Delight"  - 1990년 6월 20일
20X13 : "Double Take"  - 1990년 6월 27일
- 시즌21 : 1990년 9월 5일 ~ 1990년 11월 28일

21X01 : "Valley View"  - 1990년 9월 5일
21X02 : "Tranquil Dawn"  - 1990년 9월 12일
21X03 : "Royal Majesty"  - 1990년 9월 19일
21X04 : "Serenity"  - 1990년 9월 26일
21X05 : "Cabin at Trial's End"  - 1990년 10월 3일
21X06 : "Mountain Rhapsody"  - 1990년 10월 10일
21X07 : "Wilderness Cabin"  - 1990년 10월 17일
21X08 : "By the Sea"  - 1990년 10월 24일
21X09 : "Indian Summer"  - 1990년 10월 31일
21X10 : "Blue Winter"  - 1990년 11월 7일
21X11 : "Desert Glow"  - 1990년 11월 14일
21X12 : "Lone Mountain"  - 1990년 11월 21일
21X13 : "Florida's Glory"  - 1990년 11월 28일
- 시즌22 : 1991년 1월 1일 ~ 1991년 3월 26일

22X01 : "Autumn Images" - 1991년 1월 1일
22X02 : "Hint of Springtime" - 1991년 1월 8일
22X03 : "Around the Bend" - 1991년 1월 15일
22X04 : "Countryside Oval" - 1991년 1월 22일
22X05 : "Russet Winter" - 1991년 1월 29일
22X06 : "Purple Haze" - 1991년 2월 5일
22X07 : "Dimensions" - 1991년 2월 12일
22X08 : "Deep Wilderness Home" - 1991년 2월 19일
22X09 : "Haven in the Valley" - 1991년 2월 26일
22X10 : "Wintertime Blues" - 1991년 3월 5일
22X11 : "Pastel Seascape" - 1991년 3월 12일
22X12 : "Country Creek" - 1991년 3월 19일
22X13 : "Silent Forest" - 1991년 3월 26일
- 시즌23 : 1991년 9월 3일 ~ 1991년 11월 26일

23X01 : "Frosty Winter Morn" - 1991년 9월 3일
23X02 : "Forest Edge" - 1991년 9월 10일
23X03 : "Mountain Ridge Lake" - 1991년 9월 17일
23X04 : "Reflections of Gold" - 1991년 9월 24일
23X05 : "Quiet Cove" - 1991년 10월 1일
23X06 : "River's Peace" - 1991년 10월 8일
23X07 : "At Dawn's Light" - 1991년 10월 15일
23X08 : "Valley Waterfall" - 1991년 10월 22일
23X09 : "Toward Day's End" - 1991년 10월 29일
23X10 : "Falls in the Glen" - 1991년 11월 5일
23X11 : "Frozen Beauty in Vignette" - 1991년 11월 12일
23X12 : "Crimson Tide" - 1991년 11월 19일
23X13 : "Winter Bliss" - 1991년 11월 26일
- 시즌24 : 1992년 1월 7일 ~ 1992년 3월 31일

24X01 : "Grey Mountain" - 1992년 1월 7일
24X02 : "Wayside Pond" - 1992년 1월 14일
24X03 : "Teton Winter" - 1992년 1월 21일
24X04 : "Little Home in the Meadow" - 1991년 1월 28일
24X05 : "Pretty Autumn Day" - 1992년 2월 4일
24X06 : "Mirrored Images" - 1992년 2월 11일
24X07 : "Back-Country Path" - 1992년 2월 18일
24X08 : "Graceful Waterfall" - 1992년 2월 25일
24X09 : "Icy Lake" - 1992년 3월 3일
24X10 : "Rowboat on the Beach" - 1992년 3월 10일
24X11 : "Portrait of Winter" - 1992년 3월 17일
24X12 : "Footbridge" - 1992년 3월 24일
24X13 : "Snowbound Cabin" - 1992년 3월 31일
- 시즌25 : 1992년 8월 25일 ~ 1992년 11월 17일

25X01 : "Hide-a-Way Cove" - 1992년 8월 25일
25X02 : "Enchanted Falls Oval" - 1992년 9월 1일
25X03 : "Not Quite Spring" - 1992년 9월 8일
25X04 : "Splashes of Autumn" - 1992년 9월 15일
25X05 : "Summer in the Mountains" - 1992년 9월 22일
25X06 : "Oriental Falls" - 1992년 9월 29일
25X07 : "Autumn Palette" - 1992년 10월 6일
25X08 : "Cypress Swamp" - 1992년 10월 13일
25X09 : "Downstream View" - 1992년 10월 20일
25X10 : "Just Before the Storm" - 1992년 10월 27일
25X11 : "Fisherman's Paradise" - 1992년 11월 3일
25X12 : "Desert Hues" - 1992년 11월 10일
25X13 : "The Property Line" - 1992년 11월 17일
- 시즌26 : 1992년 12월 1일 ~ 1993년 2월 23일

26X01 : "In the Stillness of Morning" - 1992년 12월 1일
26X02 : "Delightful Meadow Home" - 1992년 12월 8일
26X03 : "First Snow" - 1992년 12월 15일
26X04 : "Lake in the Valley" - 1992년 12월 22일
26X05 : "A Trace of Spring" - 1992년 12월 29일
26X06 : "An Arctic Winter Day" - 1993년 1월 5일
26X07 : "Snow Birch" - 1993년 1월 12일
26X08 : "Early Autumn" - 1993년 1월 19일
26X09 : "Tranquil Wooded Stream" - 1993년 1월 26일
26X10 : "Purple Mountain Range" - 1993년 2월 2일
26X11 : "Storm's a Comin'" - 1993년 2월 9일
26X12 : "Sunset Aglow" - 1993년 2월 16일
26X13 : "Evening at the Falls" - 1993년 2월 23일
- 시즌27 : 1993년 3월 2일 ~ 1993년 5월 20일

27X01 : "Twilight Beauty" - 1993년 3월 2일
27X02 : "Angler's Haven" - 1993년 3월 9일
27X03 : "Rustic Winter Woods" - 1993년 3월 16일
27X04 : "Wilderness Falls" - 1993년 3월 23일
27X05 : "Winter at the Farm" - 1993년 3월 30일
27X06 : "Daisies at Dawn" - 1993년 4월 6일
27X07 : "A Spectacular View" - 1993년 4월 13일
27X08 : "Daybreak" - 1993년 4월 20일
27X09 : "Island Paradise" - 1993년 4월 27일
27X10 : "Sunlight in the Shadows" - 1993년 5월 4일
27X11 : "Splendor of a Snowy Winter" - 1993년 5월 11일
27X12 : "Forest River" - 1993년 5월 18일
27X13 : "Golden Glow of Morning" - 1993년 5월 20일
- 시즌28 : 1993년 5월 25일 ~ 1993년 8월 17일

28X01 : "Fisherman's Trail" - 1993년 5월 25일
28X02 : "A Warm Winter" - 1993년 6월 1일
28X03 : "Under Pastel Skies" - 1993년 6월 8일
28X04 : "Golden Rays of Sunlight" - 1993년 6월 15일
28X05 : "The Magic of Fall" - 1993년 6월 22일
28X06 : "Glacier Lake" - 1993년 6월 29일
28X07 : "The Old Weathered Barn" - 1993년 7월 6일
28X08 : "Deep Forest Falls" - 1993년 7월 13일
28X09 : "Winter's Grace" - 1993년 7월 20일
28X10 : "Splendor of Autumn" - 1993년 7월 27일
28X11 : "Tranquil Seas" - 1993년 8월 3일
28X12 : "Mountain Serenity" - 1993년 8월 10일
28X13 : "Home Before Nightfall" - 1993년 8월 17일
- 시즌29 : 1993년 8월 24일 ~ 1993년 11월 16일

29X01 : "Island in the Wilderness" - 1993년 8월 24일
29X02 : "Autumn Oval" - 1993년 8월 31일
29X03 : "Seasonal Progression" - 1993년 9월 7일
29X04 : "Light at the Summit" - 1993년 9월 14일
29X05 : "Countryside Barn" - 1993년 9월 21일
29X06 : "Mountain Lake Falls" - 1993년 9월 28일
29X07 : "Cypress Creek" - 1993년 10월 5일
29X08 : "Trapper's Cabin" - 1993년 10월 12일
29X09 : "Storm on the Horizon" - 1993년 10월 19일
29X10 : "Pot O' Posies" - 1993년 10월 26일
29X11 : "A Perfect Winter Day" - 1993년 11월 2일
29X12 : "Aurora's Dance" - 1993년 11월 9일
29X13 : "Woodsman's Retreat" - 1993년 11월 16일
- 시즌30 : 1993년 11월 23일 ~ 1994년 2월 15일

30X01 : "Babbling Brook" - 1993년 11월 23일
30X02 : "Woodgrain View" - 1993년 11월 30일
30X03 : "Winter's Peace" - 1993년 12월 7일
30X04 : "Wilderness Trail" - 1993년 12월 14일
30X05 : "A Copper Winter" - 1993년 12월 21일
30X06 : "Misty Foothills" - 1993년 12월 28일
30X07 : "Through the Window" - 1994년 1월 4일
30X08 : "Home in the Valley" - 1994년 1월 11일
30X09 : "Mountains of Grace" - 1994년 1월 18일
30X10 : "Seaside Harmony" - 1994년 1월 25일
30X11 : "A Cold Spring Day" - 1994년 2월 1일
30X12 : "Evening's Glow" - 1994년 2월 8일
30X13 : "Blue Ridge Falls" - 1994년 2월 15일
- 시즌31 : 1994년 2월 22일 ~ 1994년 5월 17일

31X01 : "Reflections of Calm" - 1994년 2월 22일
31X02 : "Before the Snowfall" - 1994년 3월 1일
31X03 : "Winding Stream" - 1994년 3월 8일
31X04 : "Tranquility Cove" - 1994년 3월 15일
31X05 : "Cabin in the Hollow" - 1994년 3월 22일
31X06 : "View From Clear Creek" - 1994년 3월 29일
31X07 : "Bridge to Autumn" - 1994년 4월 5일
31X08 : "Trail's End" - 1994년 4월 12일
31X09 : "Evergreen Valley" - 1994년 4월 19일
31X10 : "Balmy Beach" - 1994년 4월 26일
31X11 : "Lake at the Ridge" - 1994년 5월 3일
31X12 : "In the Midst of Winter" - 1994년 5월 10일
31X13 : "Wilderness Day" - 1994년 5월 17일

### 대한민국
※ 온라인 다시보기 서비스는 1주일간 제공됩니다.
- 2020년 6월 28일 : 신비로운 산
- 7월 5일 : 새날의 여명
- 7월 12일 : 파스텔 톤 겨울 풍경
- 7월 19일 : 안개 낀 날
- 7월 26일 : 숭고한 풍경
- 8월 2일 : 바닷가 절벽
- 8월 9일 : 환상의 가을
- 8월 16일 : 오래된 참나무
- 8월 30일 : 회색빛 산
- 9월 6일 : 길가 호수
- 9월 13일 : 겨울 오두막
- 9월 20일 : 초원의 작은 집
- 9월 27일 : 매혹의 가을날
- 10월 4일 : 거울 속의 풍경
- 10월 11일 : 시골길
- 10월 18일 : 우아한 폭포
- 10월 25일 : 얼음호수 (시즌24, 에피소드 아홉번째 작품)
- 11월 1일 : 바닷가의 나룻배 (24시즌, 에피소드 열번째 작품)
- 11월 8일 : 겨울의 초상 (시즌24, 에피소드 열한번째 작품)
- 11월 15일 : 인도교 (시즌24, 에피소드 열두번째 작품)
- 11월 22일 : 눈 쌓인 오두막 (시즌24, 에피소드 열세번째 작품)
- 11월 29일 : 바닷가 은신처 (시즌25, 에피소드 첫번째 작품)
- 12월 6일 : 매혹의 가을 (시즌25, 에피소드 두번째 작품)
- 12월 13일 : 봄의 문턱에서 (시즌25, 에피소드 세번째 작품)
- 12월 20일 : 흐르는 가을처럼 (시즌25, 에피소드 네번째 작품)
- 12월 27일 : 산속의 여름 (시즌25, 에피소드 다섯번째 작품)
- 2021년 1월 3일 : 동양의 가을 (시즌25, 에피소드 여섯번째 작품)
- 1월 10일 : 가을의 색조
- 1월 17일 : 사이프러스 습지
- 1월 24일 : 개울가 풍경
- 1월 31일 : 폭풍 전야
- 2월 7일 : 어부의 낙원
- 2월 14일 : 화려한 서막
- 2월 21일 : 울타리 밖 겨울 숲
- 2월 28일 : 회색빛산
- 3월 7일 : 길가호수
- 3월 14일 : 초원의 작은집
- 3월 14일 : 매혹의 가을날
- 3월 21일 : 시골길

## 출연진
- 밥 로스 (1983년 ~ 1994년)

## 참여 방송사

### 아시아
- 대한민국 : 한국교육방송공사 (김세한)[1]
  - 1차 방송 편성 : 1994년 9월 3일 ~ 1996년 3월 2일, 매주 토요일 저녁 시간대 (EBS TV)
  - 2차 방송 편성 : 1996년 9월 7일 ~ 1998년 10월 26일, 매주 토요일 저녁 시간대 (EBS TV)
  - 3차 방송 편성 : 2006년 10월 8일 ~ 현재, 매주 수목 오후 7시 ~ 7시 30분 (EBS 2TV[2])
- 일본 : 일본방송협회 (이시 타카오)[3]
  - 방송 편성 : 1990년대 전반, 1991년 7월 22일 ~ 1999년 12월 26일 (NHK BS1)
- 홍콩 : 아시아 텔레비전

### 유럽
- 그리스 : ERT3
- 영국 : 디스커버리 리얼 타임, BBC Four(2006년)

### 아메리카
- 콜롬비아 : 카날 카피탈 (Canal Capital)

### 중동
- 튀르키예 : TRT

## 이모저모
- 밥 로스는 덥수룩한 아프로 헤어와 수염이 그의 트레이드 마크로, 온화한 성격과 유머 넘치는 입담으로 수많은 팬이 생겨났다.
- 이 프로그램은 1990년대 당시에 해외로 수출되어 인기리를 방영되었다.
- 밥 로스의 아들인 스티브 로스(Steve Ross)도 아버지의 화법을 배워 《The Joy of Painting》의 대역을 맡았으나, 그림에서 손을 뗀 상태이다.
- 정보통신기술 발달로 노트북 컴퓨터와 태블릿 PC 등장하는 이전 시기에 방영분이다.